# Parky Party
『Parky Party』（パーキーパーティー）は、2002年10月6日から2003年9月28日までテレビ東京で放送されたバラエティ番組。全51回。放送時間は日曜 10:00 - 10:30 (JST) 。フィールズ一社提供。
基本的には女子中学生向けの番組で、ニコモなど同世代に人気のあるファッションモデルが多く出演。後に女優・歌手として成功する新垣結衣も出ていた。収録はSHIBUYA BOXXで行われていた。

## 出演者

### 司会
- 中山エミリ
- スマイリーキクチ

### 出演したモデル
- 榎本亜弥子（ニコモ）
- 右手愛美（ピチモ）
- 稲坂亜里沙（ピチモ）
- 新垣結衣（ニコモ）
- 笹岡莉紗（ニコモ、CANモ）
- 有紗（ニコモ、ラブベリーナ、CANモ、ハナチューモデルズ）
- 久保由利香（ニコモ）
- 篠原さや（ニコモ、CANモ）
- 虎南有香（ニコモ）
- 松本夏空（CANモ）

| テレビ東京 日曜10時台前半枠                                   | テレビ東京 日曜10時台前半枠            | テレビ東京 日曜10時台前半枠 |
| 前番組                                                        | 番組名                                 | 次番組                      |
| ------------------------------------------------------------- | -------------------------------------- | --------------------------- |
| B-WAVE.tv 〜勝利の方程式〜 （改題して土曜22時台後半枠へ移動） | Parky Party （2002年10月 - 2003年9月） | おしゃれ!アイドル学園       |